# جيرو ديل ترينتينو 2024
جيرو ديل ترينتينو 2024 (بالإيطالية: Tour of the Alps 2024) هو سباق دراجات هوائية، وهو الموسم السابع والأربعين من جيرو ديل ترينتينو، وأقيم خلال الفترة من 15 أبريل 2024، وحتى 19 أبريل 2024 ضمن سباقات سلسلة سباقات الاتحاد الدولي للدراجات للمحترفين 2024.
فاز بالمركز الأول خوان بيدرو لوبيز، وفاز بالمركز الثاني بين أوكونور، وفاز في تصنيف الجبال سيمون كار، وفاز في ترتيب الفرق فريق البحرين ميريدا للدراجات الهوائية 2024 
‏، وفاز في ترتيب النقاط توبياس فوس.

## الفرق
| فرق عالمية (9)- Bahrain Victorious - Bora-Hansgrohe - Decathlon-AG2R La Mondiale - Team dsm-firmenich PostNL - EF Education-EasyPost - Ineos Grenadiers - Team Jayco AlUla - Lidl-Trek - Movistar Team فرق برو (7)- Equipo Kern Pharma ‏ - أوسكالتيل أوسكادي 2024 ‏ - إيولو كوميت ‏ - Unibet Tietema Rockets ‏ - Team Solution Tech–Vini Fantini ‏ - سويس ريسينغ أكادمي 2024 ‏ - VF Group-Bardiani CSF-Faizané فريق قاري- JCL Team Ukyo ‏ فريق وطني- فريق النمسا لركوب الدراجات للرجال‏ |  |
| |  |

## المراحل
| قائمة المراحل | قائمة المراحل | قائمة المراحل                                        | قائمة المراحل      | قائمة المراحل | قائمة المراحل   | قائمة المراحل           |                  |
| المرحلة       | التاريخ       | الدورة                                               |                    | المسافة (كم)  | الفائز بالمرحلة | القائد العام            |                  |
| ------------- | ------------- | ---------------------------------------------------- | ------------------ | ------------- | --------------- | ----------------------- | ---------------- |
| المرحلة 1     | 15 أبريل      | Neumarkt, South Tyrol ‏ – Kurtinig an der Weinstraße ‏ | مرحلة جبلية متوسطة | 133٫3         | 2٬060 م         | توبياس فوس              | توبياس فوس       |
| المرحلة 2     | 16 أبريل      | سالورنو – Stans, Tyrol ‏                              | مرحلة جبلية متوسطة | 189٫1         | 2٬510 م         | أليساندرو دي مارشي      | توبياس فوس       |
| المرحلة 3     | 17 أبريل      | شفاتس – شفاتس                                        | مرحلة جبلية متوسطة | 127           | 2٬360 م         | Juan Pedro López        | Juan Pedro López |
| المرحلة 4     | 18 أبريل      | ليفيز – بورجو فالسوجانا                              | مرحلة جبلية        | 141٫3         | 3٬830 م         | سيمون كار               | Juan Pedro López |
| المرحلة 5     | 19 أبريل      | Levico Terme ‏ – Levico Terme ‏                        | مرحلة جبلية        | 118٫6         | 2٬490 م         | Aurélien Paret-Peintre ‏ | Juan Pedro López |

## النتيجة

### مرحلة 1
هي مرحلة جبلية متوسطة، أقيمت في 15 أبريل 2024، وامتدّت لمسافة 133.3 كيلومتر. فاز بالمركز الأول، وتصدر ترتيب النقاط والترتيب العام في نهاية المرحلة توبياس فوس، وتصدر ترتيب الفرق فريق إنيوس 2024 ‏.
| التصنيف العام         | التصنيف العام            | التصنيف العام              | التصنيف العام | التصنيف العام |
| العداء                | العداء                   | الفريق                     | الوقت         |               |
| --------------------- | ------------------------ | -------------------------- | ------------- | ------------- |
| 1                     | توبياس فوس               | Ineos Grenadiers           | 3 س 16 د 56 ث |               |
| 2                     | كريس هاربر               | Team Jayco AlUla           | + 4 ث         |               |
| 3                     | استيبان تشافيس           | EF Education-EasyPost      | + 6 ث         |               |
| 4                     | بين أوكونور              | Decathlon-AG2R La Mondiale | + 10 ث        |               |
| 5                     | Juan Pedro López         | Lidl-Trek                  | + 13 ث        |               |
| 6                     | جيرانت توماس             | Ineos Grenadiers           | + 13 ث        |               |
| 7                     | Antonio Tiberi ‏          | Bahrain Victorious         | + 13 ث        |               |
| 8                     | Amanuel Ghebreigzabhier ‏ | Lidl-Trek                  | + 13 ث        |               |
| 9                     | رومان بارديه             | Team dsm-firmenich PostNL  | + 13 ث        |               |
| 10                    | Valentin Paret-Peintre ‏  | Decathlon-AG2R La Mondiale | + 13 ث        |               |
|                       |                          |                            |               |               |
| مصدر: ProCyclingStats |                          |                            |               |               |

### مرحلة 2
هي مرحلة جبلية متوسطة، أقيمت في 16 أبريل 2024، وامتدّت لمسافة 189.1 كيلومتر. فاز بالمركز الأول، وتصدر ترتيب النقاط أليساندرو دي مارشي، وتصدر الترتيب العام في نهاية المرحلة توبياس فوس.
| التصنيف العام         | التصنيف العام            | التصنيف العام              | التصنيف العام | التصنيف العام |
| العداء                | العداء                   | الفريق                     | الوقت         |               |
| --------------------- | ------------------------ | -------------------------- | ------------- | ------------- |
| 1                     | توبياس فوس               | Ineos Grenadiers           | 8 س 06 د 20 ث |               |
| 2                     | كريس هاربر               | Team Jayco AlUla           | + 4 ث         |               |
| 3                     | استيبان تشافيس           | EF Education-EasyPost      | + 6 ث         |               |
| 4                     | بين أوكونور              | Decathlon-AG2R La Mondiale | + 10 ث        |               |
| 5                     | Antonio Tiberi ‏          | Bahrain Victorious         | + 13 ث        |               |
| 6                     | ووت بويلس                | Bahrain Victorious         | + 13 ث        |               |
| 7                     | رومان بارديه             | Team dsm-firmenich PostNL  | + 13 ث        |               |
| 8                     | جيرانت توماس             | Ineos Grenadiers           | + 13 ث        |               |
| 9                     | Amanuel Ghebreigzabhier ‏ | Lidl-Trek                  | + 13 ث        |               |
| 10                    | Valentin Paret-Peintre ‏  | Decathlon-AG2R La Mondiale | + 13 ث        |               |
|                       |                          |                            |               |               |
| مصدر: ProCyclingStats |                          |                            |               |               |

### مرحلة 3
هي مرحلة جبلية متوسطة، أقيمت في 17 أبريل 2024، وامتدّت لمسافة 127 كيلومتر. فاز بالمركز الأول، وتصدر الترتيب العام في نهاية المرحلة خوان بيدرو لوبيز، وتصدر ترتيب الفرق ديكاتلون لا مونديال 2024 ‏، وتصدر ترتيب النقاط توبياس فوس.
| التصنيف العام         | التصنيف العام           | التصنيف العام                 | التصنيف العام  | التصنيف العام |
| العداء                | العداء                  | الفريق                        | الوقت          |               |
| --------------------- | ----------------------- | ----------------------------- | -------------- | ------------- |
| 1                     | Juan Pedro López        | Lidl-Trek                     | 11 س 22 د 34 ث |               |
| 2                     | توبياس فوس              | Ineos Grenadiers              | + 31 ث         |               |
| 3                     | بين أوكونور             | Decathlon-AG2R La Mondiale    | + 45 ث         |               |
| 4                     | Antonio Tiberi ‏         | Bahrain Victorious            | + 48 ث         |               |
| 5                     | رومان بارديه            | Team dsm-firmenich PostNL     | + 48 ث         |               |
| 6                     | ووت بويلس               | Bahrain Victorious            | + 48 ث         |               |
| 7                     | Valentin Paret-Peintre ‏ | Decathlon-AG2R La Mondiale    | + 48 ث         |               |
| 8                     | Giulio Pellizzari ‏      | VF Group-Bardiani CSF-Faizanè | + 57 ث         |               |
| 9                     | Aurélien Paret-Peintre ‏ | Decathlon-AG2R La Mondiale    | + 1 د 19 ث     |               |
| 10                    | إيفان سوسا              | Movistar Team                 | + 1 د 19 ث     |               |
|                       |                         |                               |                |               |
| مصدر: ProCyclingStats |                         |                               |                |               |

### مرحلة 4
هي مرحلة جبلية، أقيمت في 18 أبريل 2024، وامتدّت لمسافة 141.3 كيلومتر. فاز بالمركز الأول، وتصدر ترتيب التسلق سيمون كار، وتصدر الترتيب العام في نهاية المرحلة خوان بيدرو لوبيز، وتصدر ترتيب الفرق فريق البحرين ميريدا للدراجات الهوائية 2024 ‏، وتصدر ترتيب النقاط توبياس فوس.
| التصنيف العام         | التصنيف العام           | التصنيف العام                 | التصنيف العام  | التصنيف العام |
| العداء                | العداء                  | الفريق                        | الوقت          |               |
| --------------------- | ----------------------- | ----------------------------- | -------------- | ------------- |
| 1                     | Juan Pedro López        | Lidl-Trek                     | 15 س 30 د 23 ث |               |
| 2                     | بين أوكونور             | Decathlon-AG2R La Mondiale    | + 38 ث         |               |
| 3                     | Antonio Tiberi ‏         | Bahrain Victorious            | + 48 ث         |               |
| 4                     | ووت بويلس               | Bahrain Victorious            | + 48 ث         |               |
| 5                     | رومان بارديه            | Team dsm-firmenich PostNL     | + 48 ث         |               |
| 6                     | Valentin Paret-Peintre ‏ | Decathlon-AG2R La Mondiale    | + 48 ث         |               |
| 7                     | مايكل ستورر             | سويس ريسينغ أكادمي ‏           | + 1 د 40 ث     |               |
| 8                     | Giulio Pellizzari ‏      | VF Group-Bardiani CSF-Faizanè | + 1 د 54 ث     |               |
| 9                     | إيفان سوسا              | Movistar Team                 | + 2 د 52 ث     |               |
| 10                    | Davide Piganzoli ‏       | إيولو كوميت ‏                  | + 2 د 58 ث     |               |
|                       |                         |                               |                |               |
| مصدر: ProCyclingStats |                         |                               |                |               |

### مرحلة 5
هي مرحلة جبلية، أقيمت في 19 أبريل 2024، وامتدّت لمسافة 118.6 كيلومتر. تصدر ترتيب التسلق سيمون كار، وتصدر الترتيب العام في نهاية المرحلة خوان بيدرو لوبيز، وتصدر ترتيب الفرق فريق البحرين ميريدا للدراجات الهوائية 2024 ‏، وتصدر ترتيب النقاط توبياس فوس.

## المشاركون
| Ineos Grenadiers IGD      | Ineos Grenadiers IGD | Ineos Grenadiers IGD |
| ------------------------- | -------------------- | -------------------- |
| م                         | عداء                 | مرتبة                |
| 1                         | جيرانت توماس         | 13                   |
| 2                         | Andrew August ‏       | 75                   |
| 3                         | توبياس فوس           | 31                   |
| 4                         | فيليبو غانا          | 42                   |
| 5                         | سالفاتوري بوتشيو     | 78                   |
| 6                         | أوسكار رودريغيز      | 27                   |
| 7                         | بن سويفت             | 68                   |
| مدير الرياضة: زاك ديمبستر |                      |                      |

| Bora-Hansgrohe BOH        | Bora-Hansgrohe BOH | Bora-Hansgrohe BOH |
| ------------------------- | ------------------ | ------------------ |
| م                         | عداء               | مرتبة              |
| 11                        | Emil Herzog ‏       | لم يكمل السباق-1   |
| 12                        | Anton Palzer ‏      | 23                 |
| 13                        | تشيزاري بينديتي    | 71                 |
| 14                        | يوناس كوخ          | 43                 |
| 15                        | باتريك غامبر       | 63                 |
| 16                        | سيرجيو هيغويتا     | 18                 |
| مدير الرياضة: باتكسي فيلا |                    |                    |

| Bahrain Victorious TBV       | Bahrain Victorious TBV | Bahrain Victorious TBV |
| ---------------------------- | ---------------------- | ---------------------- |
| م                            | عداء                   | مرتبة                  |
| 21                           | Antonio Tiberi ‏        | 3                      |
| 22                           | Alberto Bruttomesso ‏   | 90                     |
| 23                           | Finlay Pickering ‏      | لم يكمل السباق-1       |
| 24                           | ووت بويلس              | 6                      |
| 25                           | Torstein Træen ‏        | 14                     |
| 26                           | Sergio Tu ‏             | لم يكمل السباق-3       |
| مدير الرياضة: فرانكو بليزوتي |                        |                        |

| Decathlon-AG2R La Mondiale DAT  | Decathlon-AG2R La Mondiale DAT | Decathlon-AG2R La Mondiale DAT |
| ------------------------------- | ------------------------------ | ------------------------------ |
| م                               | عداء                           | مرتبة                          |
| 31                              | بين أوكونور                    | 2                              |
| 32                              | Valentin Paret-Peintre ‏        | 4                              |
| 33                              | Aurélien Paret-Peintre ‏        | 22                             |
| 34                              | Bastien Tronchon ‏              | 62                             |
| 35                              | Larry Warbasse ‏                | 48                             |
| 36                              | Tom Donnenwirth ‏               | لم يكمل السباق-3               |
| 37                              | Killian Verschuren ‏            | 55                             |
| مدير الرياضة: Stéphane Goubert ‏ |                                |                                |

| EF Education-EasyPost EFE       | EF Education-EasyPost EFE | EF Education-EasyPost EFE |
| ------------------------------- | ------------------------- | ------------------------- |
| م                               | عداء                      | مرتبة                     |
| 41                              | Markel Beloki ‏            | 80                        |
| 42                              | سيمون كار                 | 49                        |
| 43                              | هيو كارثي                 | 28                        |
| 44                              | ألكساندر سيبيدا           | 44                        |
| 45                              | استيبان تشافيس            | 16                        |
| 46                              | Georg Steinhauser ‏        | لم يكمل السباق-5          |
| 47                              | Jardi van der Lee ‏        | 88                        |
| مدير الرياضة: تجي فان جارد إرين |                           |                           |

| Lidl-Trek LTK                   | Lidl-Trek LTK            | Lidl-Trek LTK    |
| ------------------------------- | ------------------------ | ---------------- |
| م                               | عداء                     | مرتبة            |
| 51                              | Nils Aebersold ‏          | 53               |
| 52                              | داريو كاتالدو            | لم يكمل السباق-5 |
| 53                              | فابيو فلين               | 59               |
| 54                              | Amanuel Ghebreigzabhier ‏ | 37               |
| 55                              | Juan Pedro López         | 1                |
| 56                              | Liam O'Brien‏             | 61               |
| 57                              | كارلوس فيرونا            | 17               |
| مدير الرياضة: ياروسلاف بوبوفيتش |                          |                  |

| Movistar Team MOV          | Movistar Team MOV     | Movistar Team MOV |
| -------------------------- | --------------------- | ----------------- |
| م                          | عداء                  | مرتبة             |
| 61                         | ويل بارتا             | 19                |
| 62                         | غريغور مولبرغر (طريق) | 33                |
| 63                         | أنطونيو بيدرو         | لم يكمل السباق-1  |
| 65                         | سيرجيو ساميتيير       | لم يكمل السباق-3  |
| 66                         | Mathias Norsgaard ‏    | 87                |
| 67                         | إيفان سوسا            | 9                 |
| مدير الرياضة: ماكس سياندري |                       |                   |

| Team Jayco AlUla JAY            | Team Jayco AlUla JAY | Team Jayco AlUla JAY |
| ------------------------------- | -------------------- | -------------------- |
| م                               | عداء                 | مرتبة                |
| 71                              | Welay Berhe ‏         | لم يكمل السباق-4     |
| 72                              | أليساندرو دي مارشي   | 52                   |
| 73                              | لوكاس هاميلتون       | لم يكمل السباق-5     |
| 74                              | كريس هاربر           | لم يكمل السباق-4     |
| 75                              | رودي بوتر ‏           | لم يكمل السباق-4     |
| 76                              | كالوم سكوتسون        | لم يكمل السباق-3     |
| 77                              | فيليبو زانا          | 15                   |
| مدير الرياضة: David McPartland ‏ |                      |                      |

| Team dsm-firmenich PostNL DFP | Team dsm-firmenich PostNL DFP | Team dsm-firmenich PostNL DFP |
| ----------------------------- | ----------------------------- | ----------------------------- |
| م                             | عداء                          | مرتبة                         |
| 81                            | رومان بارديه                  | 5                             |
| 82                            | رومان كومبو                   | 67                            |
| 83                            | كريس هاميلتون                 | 34                            |
| 84                            | Gijs Leemreize ‏               | 30                            |
| 85                            | Robbe Dhondt ‏                 | 51                            |
| 86                            | Oliver Peace‏                  | 86                            |
| مدير الرياضة: Matthew Winston‏ |                               |                               |

| Team Solution Tech–Vini Fantini ‏ COR | Team Solution Tech–Vini Fantini ‏ COR | Team Solution Tech–Vini Fantini ‏ COR |
| ------------------------------------ | ------------------------------------ | ------------------------------------ |
| م                                    | عداء                                 | مرتبة                                |
| 91                                   | Matteo Amella ‏                       | 83                                   |
| 92                                   | Antoine Debons ‏                      | لم يكمل السباق-4                     |
| 93                                   | دافيد بالداكيني ‏                     | 81                                   |
| 94                                   | Marco Murgano ‏                       | 74                                   |
| 95                                   | Alessandro Monaco ‏                   | 46                                   |
| 96                                   | روبرتو غونزاليس ‏                     | 58                                   |
| 97                                   | Kyrylo Tsarenko ‏                     | 72                                   |
| مدير الرياضة: Serge Parsani ‏         |                                      |                                      |

| Equipo Kern Pharma ‏ EKP | Equipo Kern Pharma ‏ EKP    | Equipo Kern Pharma ‏ EKP |
| ----------------------- | -------------------------- | ----------------------- |
| م                       | عداء                       | مرتبة                   |
| 101                     | Urko Berrade ‏              | 32                      |
| 102                     | José Félix Parra ‏          | 24                      |
| 103                     | Jon Agirre ‏                | 35                      |
| 104                     | Jorge Gutiérrez (cyclist) ‏ | 20                      |
| 105                     | كارلوس غارسيا ‏             | 82                      |
| 106                     | Eugenio Sánchez (cyclist) ‏ | لم يكمل السباق-4        |
| 107                     | مارتي ماركيز               | لم يكمل السباق-5        |

| أوسكالتيل أوسكادي ‏ EUS           | أوسكالتيل أوسكادي ‏ EUS | أوسكالتيل أوسكادي ‏ EUS |
| -------------------------------- | ---------------------- | ---------------------- |
| م                                | عداء                   | مرتبة                  |
| 111                              | Mikel Bizkarra ‏        | 25                     |
| 112                              | Joan Bou ‏              | 21                     |
| 113                              | Mikel Iturria ‏         | 40                     |
| 114                              | لويس أنخيل ماتي        | 29                     |
| 115                              | Unai Cuadrado ‏         | 56                     |
| 116                              | Nicolás Alustiza ‏      | 41                     |
| 117                              | ESP                    | 66                     |
| مدير الرياضة: Santiago Barranco ‏ |                        |                        |

| Unibet Tietema Rockets ‏ TDT | Unibet Tietema Rockets ‏ TDT | Unibet Tietema Rockets ‏ TDT |
| --------------------------- | --------------------------- | --------------------------- |
| م                           | عداء                        | مرتبة                       |
| 121                         | Charles Paige ‏              | 70                          |
| 122                         | Adrien Maire ‏               | لم يكمل السباق-5            |
| 123                         | Baptiste Huyet ‏             | لم يكمل السباق-5            |
| 124                         | Kevin Inkelaar ‏             | لم يكمل السباق-1            |
| 125                         | Abram Stockman ‏             | 64                          |
| 126                         | نيكلاس بيديرسين ‏            | لم يكمل السباق-3            |
| مدير الرياضة: Sverre Vik ‏   |                             |                             |

| إيولو كوميت ‏ PTK               | إيولو كوميت ‏ PTK           | إيولو كوميت ‏ PTK |
| ------------------------------ | -------------------------- | ---------------- |
| م                              | عداء                       | مرتبة            |
| 131                            | Mattia Bais ‏               | 65               |
| 132                            | Davide Bais ‏               | لم يبدأ-2        |
| 133                            | Germán Darío Gómez ‏        | 85               |
| 134                            | Matteo Fabbro ‏             | 12               |
| 135                            | أندريا غاروسيو             | 76               |
| 136                            | Francisco Muñoz (cyclist) ‏ | 89               |
| 137                            | Davide Piganzoli ‏          | 10               |
| مدير الرياضة: Stefano Zanatta ‏ |                            |                  |

| سويس ريسينغ أكادمي ‏ TUD     | سويس ريسينغ أكادمي ‏ TUD | سويس ريسينغ أكادمي ‏ TUD |
| --------------------------- | ----------------------- | ----------------------- |
| م                           | عداء                    | مرتبة                   |
| 141                         | Nils Brun ‏              | 77                      |
| 142                         | Simon Pellaud ‏          | 60                      |
| 143                         | مايكل ستورر             | 7                       |
| 144                         | Florian Stork ‏          | 47                      |
| 145                         | Mathys Rondel ‏          | 11                      |
| 146                         | Roland Thalmann ‏        | 79                      |
| 147                         | Hannes Wilksch ‏         | 73                      |
| مدير الرياضة: ماتيو ترينتين |                         |                         |

| VF Group-Bardiani CSF-Faizanè VBF | VF Group-Bardiani CSF-Faizanè VBF | VF Group-Bardiani CSF-Faizanè VBF |
| --------------------------------- | --------------------------------- | --------------------------------- |
| م                                 | عداء                              | مرتبة                             |
| 151                               | Luca Covili ‏                      | 26                                |
| 152                               | Riccardo Lucca ‏                   | لم يكمل السباق-3                  |
| 153                               | Alessio Martinelli ‏               | لم يبدأ-1                         |
| 154                               | Giulio Pellizzari ‏                | 8                                 |
| 155                               | Alessandro Pinarello ‏             | لم يكمل السباق-3                  |
| 156                               | Matteo Scalco ‏                    | 57                                |
| 157                               | Alex Tolio ‏                       | 45                                |
| مدير الرياضة:                     |                                   |                                   |

| JCL Team Ukyo ‏ JCL         | JCL Team Ukyo ‏ JCL                | JCL Team Ukyo ‏ JCL |
| -------------------------- | --------------------------------- | ------------------ |
| م                          | عداء                              | مرتبة              |
| 161                        | Nariyuki Masuda ‏                  | لم يكمل السباق-3   |
| 162                        | جيوفاني كاربوني                   | 38                 |
| 163                        | Manabu Ishibashi ‏                 | 92                 |
| 164                        | Yūma Koishi ‏                      | لم يكمل السباق-4   |
| 165                        | Atsushi Oka ‏                      | لم يكمل السباق-3   |
| 166                        | توماس بسنتي ‏                      | 39                 |
| 167                        | Masaki Yamamoto (cyclist) ‏ (طريق) | لم يكمل السباق-5   |
| مدير الرياضة: مانويل بوارو |                                   |                    |

| فريق النمسا لركوب الدراجات للرجال‏ AUT | فريق النمسا لركوب الدراجات للرجال‏ AUT | فريق النمسا لركوب الدراجات للرجال‏ AUT |
| ------------------------------------- | ------------------------------------- | ------------------------------------- |
| م                                     | عداء                                  | مرتبة                                 |
| 171                                   | هيرمان بيرنشتاينر                     | 36                                    |
| 172                                   | AUT                                   | 50                                    |
| 173                                   | Marco Schrettl ‏                       | 69                                    |
| 174                                   | Sebastian Schönberger ‏                | 54                                    |
| 175                                   | لوكاس بوستلبيرغر                      | 91                                    |
| 176                                   | Sebastian Putz ‏                       | لم يكمل السباق-3                      |
| 177                                   | Benjamin Eckerstorfer‏                 | 84                                    |

| Ineos Grenadiers IGD      | Ineos Grenadiers IGD | Ineos Grenadiers IGD |
| ------------------------- | -------------------- | -------------------- |
| م                         | عداء                 | مرتبة                |
| 1                         | جيرانت توماس         | 13                   |
| 2                         | Andrew August ‏       | 75                   |
| 3                         | توبياس فوس           | 31                   |
| 4                         | فيليبو غانا          | 42                   |
| 5                         | سالفاتوري بوتشيو     | 78                   |
| 6                         | أوسكار رودريغيز      | 27                   |
| 7                         | بن سويفت             | 68                   |
| مدير الرياضة: زاك ديمبستر |                      |                      |

| Bora-Hansgrohe BOH        | Bora-Hansgrohe BOH | Bora-Hansgrohe BOH |
| ------------------------- | ------------------ | ------------------ |
| م                         | عداء               | مرتبة              |
| 11                        | Emil Herzog ‏       | لم يكمل السباق-1   |
| 12                        | Anton Palzer ‏      | 23                 |
| 13                        | تشيزاري بينديتي    | 71                 |
| 14                        | يوناس كوخ          | 43                 |
| 15                        | باتريك غامبر       | 63                 |
| 16                        | سيرجيو هيغويتا     | 18                 |
| مدير الرياضة: باتكسي فيلا |                    |                    |

| Bahrain Victorious TBV       | Bahrain Victorious TBV | Bahrain Victorious TBV |
| ---------------------------- | ---------------------- | ---------------------- |
| م                            | عداء                   | مرتبة                  |
| 21                           | Antonio Tiberi ‏        | 3                      |
| 22                           | Alberto Bruttomesso ‏   | 90                     |
| 23                           | Finlay Pickering ‏      | لم يكمل السباق-1       |
| 24                           | ووت بويلس              | 6                      |
| 25                           | Torstein Træen ‏        | 14                     |
| 26                           | Sergio Tu ‏             | لم يكمل السباق-3       |
| مدير الرياضة: فرانكو بليزوتي |                        |                        |

| Decathlon-AG2R La Mondiale DAT  | Decathlon-AG2R La Mondiale DAT | Decathlon-AG2R La Mondiale DAT |
| ------------------------------- | ------------------------------ | ------------------------------ |
| م                               | عداء                           | مرتبة                          |
| 31                              | بين أوكونور                    | 2                              |
| 32                              | Valentin Paret-Peintre ‏        | 4                              |
| 33                              | Aurélien Paret-Peintre ‏        | 22                             |
| 34                              | Bastien Tronchon ‏              | 62                             |
| 35                              | Larry Warbasse ‏                | 48                             |
| 36                              | Tom Donnenwirth ‏               | لم يكمل السباق-3               |
| 37                              | Killian Verschuren ‏            | 55                             |
| مدير الرياضة: Stéphane Goubert ‏ |                                |                                |

| EF Education-EasyPost EFE       | EF Education-EasyPost EFE | EF Education-EasyPost EFE |
| ------------------------------- | ------------------------- | ------------------------- |
| م                               | عداء                      | مرتبة                     |
| 41                              | Markel Beloki ‏            | 80                        |
| 42                              | سيمون كار                 | 49                        |
| 43                              | هيو كارثي                 | 28                        |
| 44                              | ألكساندر سيبيدا           | 44                        |
| 45                              | استيبان تشافيس            | 16                        |
| 46                              | Georg Steinhauser ‏        | لم يكمل السباق-5          |
| 47                              | Jardi van der Lee ‏        | 88                        |
| مدير الرياضة: تجي فان جارد إرين |                           |                           |

| Lidl-Trek LTK                   | Lidl-Trek LTK            | Lidl-Trek LTK    |
| ------------------------------- | ------------------------ | ---------------- |
| م                               | عداء                     | مرتبة            |
| 51                              | Nils Aebersold ‏          | 53               |
| 52                              | داريو كاتالدو            | لم يكمل السباق-5 |
| 53                              | فابيو فلين               | 59               |
| 54                              | Amanuel Ghebreigzabhier ‏ | 37               |
| 55                              | Juan Pedro López         | 1                |
| 56                              | Liam O'Brien‏             | 61               |
| 57                              | كارلوس فيرونا            | 17               |
| مدير الرياضة: ياروسلاف بوبوفيتش |                          |                  |

| Movistar Team MOV          | Movistar Team MOV     | Movistar Team MOV |
| -------------------------- | --------------------- | ----------------- |
| م                          | عداء                  | مرتبة             |
| 61                         | ويل بارتا             | 19                |
| 62                         | غريغور مولبرغر (طريق) | 33                |
| 63                         | أنطونيو بيدرو         | لم يكمل السباق-1  |
| 65                         | سيرجيو ساميتيير       | لم يكمل السباق-3  |
| 66                         | Mathias Norsgaard ‏    | 87                |
| 67                         | إيفان سوسا            | 9                 |
| مدير الرياضة: ماكس سياندري |                       |                   |

| Team Jayco AlUla JAY            | Team Jayco AlUla JAY | Team Jayco AlUla JAY |
| ------------------------------- | -------------------- | -------------------- |
| م                               | عداء                 | مرتبة                |
| 71                              | Welay Berhe ‏         | لم يكمل السباق-4     |
| 72                              | أليساندرو دي مارشي   | 52                   |
| 73                              | لوكاس هاميلتون       | لم يكمل السباق-5     |
| 74                              | كريس هاربر           | لم يكمل السباق-4     |
| 75                              | رودي بوتر ‏           | لم يكمل السباق-4     |
| 76                              | كالوم سكوتسون        | لم يكمل السباق-3     |
| 77                              | فيليبو زانا          | 15                   |
| مدير الرياضة: David McPartland ‏ |                      |                      |

| Team dsm-firmenich PostNL DFP | Team dsm-firmenich PostNL DFP | Team dsm-firmenich PostNL DFP |
| ----------------------------- | ----------------------------- | ----------------------------- |
| م                             | عداء                          | مرتبة                         |
| 81                            | رومان بارديه                  | 5                             |
| 82                            | رومان كومبو                   | 67                            |
| 83                            | كريس هاميلتون                 | 34                            |
| 84                            | Gijs Leemreize ‏               | 30                            |
| 85                            | Robbe Dhondt ‏                 | 51                            |
| 86                            | Oliver Peace‏                  | 86                            |
| مدير الرياضة: Matthew Winston‏ |                               |                               |

| Team Solution Tech–Vini Fantini ‏ COR | Team Solution Tech–Vini Fantini ‏ COR | Team Solution Tech–Vini Fantini ‏ COR |
| ------------------------------------ | ------------------------------------ | ------------------------------------ |
| م                                    | عداء                                 | مرتبة                                |
| 91                                   | Matteo Amella ‏                       | 83                                   |
| 92                                   | Antoine Debons ‏                      | لم يكمل السباق-4                     |
| 93                                   | دافيد بالداكيني ‏                     | 81                                   |
| 94                                   | Marco Murgano ‏                       | 74                                   |
| 95                                   | Alessandro Monaco ‏                   | 46                                   |
| 96                                   | روبرتو غونزاليس ‏                     | 58                                   |
| 97                                   | Kyrylo Tsarenko ‏                     | 72                                   |
| مدير الرياضة: Serge Parsani ‏         |                                      |                                      |

| Equipo Kern Pharma ‏ EKP | Equipo Kern Pharma ‏ EKP    | Equipo Kern Pharma ‏ EKP |
| ----------------------- | -------------------------- | ----------------------- |
| م                       | عداء                       | مرتبة                   |
| 101                     | Urko Berrade ‏              | 32                      |
| 102                     | José Félix Parra ‏          | 24                      |
| 103                     | Jon Agirre ‏                | 35                      |
| 104                     | Jorge Gutiérrez (cyclist) ‏ | 20                      |
| 105                     | كارلوس غارسيا ‏             | 82                      |
| 106                     | Eugenio Sánchez (cyclist) ‏ | لم يكمل السباق-4        |
| 107                     | مارتي ماركيز               | لم يكمل السباق-5        |

| أوسكالتيل أوسكادي ‏ EUS           | أوسكالتيل أوسكادي ‏ EUS | أوسكالتيل أوسكادي ‏ EUS |
| -------------------------------- | ---------------------- | ---------------------- |
| م                                | عداء                   | مرتبة                  |
| 111                              | Mikel Bizkarra ‏        | 25                     |
| 112                              | Joan Bou ‏              | 21                     |
| 113                              | Mikel Iturria ‏         | 40                     |
| 114                              | لويس أنخيل ماتي        | 29                     |
| 115                              | Unai Cuadrado ‏         | 56                     |
| 116                              | Nicolás Alustiza ‏      | 41                     |
| 117                              | ESP                    | 66                     |
| مدير الرياضة: Santiago Barranco ‏ |                        |                        |

| Unibet Tietema Rockets ‏ TDT | Unibet Tietema Rockets ‏ TDT | Unibet Tietema Rockets ‏ TDT |
| --------------------------- | --------------------------- | --------------------------- |
| م                           | عداء                        | مرتبة                       |
| 121                         | Charles Paige ‏              | 70                          |
| 122                         | Adrien Maire ‏               | لم يكمل السباق-5            |
| 123                         | Baptiste Huyet ‏             | لم يكمل السباق-5            |
| 124                         | Kevin Inkelaar ‏             | لم يكمل السباق-1            |
| 125                         | Abram Stockman ‏             | 64                          |
| 126                         | نيكلاس بيديرسين ‏            | لم يكمل السباق-3            |
| مدير الرياضة: Sverre Vik ‏   |                             |                             |

| إيولو كوميت ‏ PTK               | إيولو كوميت ‏ PTK           | إيولو كوميت ‏ PTK |
| ------------------------------ | -------------------------- | ---------------- |
| م                              | عداء                       | مرتبة            |
| 131                            | Mattia Bais ‏               | 65               |
| 132                            | Davide Bais ‏               | لم يبدأ-2        |
| 133                            | Germán Darío Gómez ‏        | 85               |
| 134                            | Matteo Fabbro ‏             | 12               |
| 135                            | أندريا غاروسيو             | 76               |
| 136                            | Francisco Muñoz (cyclist) ‏ | 89               |
| 137                            | Davide Piganzoli ‏          | 10               |
| مدير الرياضة: Stefano Zanatta ‏ |                            |                  |

| سويس ريسينغ أكادمي ‏ TUD     | سويس ريسينغ أكادمي ‏ TUD | سويس ريسينغ أكادمي ‏ TUD |
| --------------------------- | ----------------------- | ----------------------- |
| م                           | عداء                    | مرتبة                   |
| 141                         | Nils Brun ‏              | 77                      |
| 142                         | Simon Pellaud ‏          | 60                      |
| 143                         | مايكل ستورر             | 7                       |
| 144                         | Florian Stork ‏          | 47                      |
| 145                         | Mathys Rondel ‏          | 11                      |
| 146                         | Roland Thalmann ‏        | 79                      |
| 147                         | Hannes Wilksch ‏         | 73                      |
| مدير الرياضة: ماتيو ترينتين |                         |                         |

| VF Group-Bardiani CSF-Faizanè VBF | VF Group-Bardiani CSF-Faizanè VBF | VF Group-Bardiani CSF-Faizanè VBF |
| --------------------------------- | --------------------------------- | --------------------------------- |
| م                                 | عداء                              | مرتبة                             |
| 151                               | Luca Covili ‏                      | 26                                |
| 152                               | Riccardo Lucca ‏                   | لم يكمل السباق-3                  |
| 153                               | Alessio Martinelli ‏               | لم يبدأ-1                         |
| 154                               | Giulio Pellizzari ‏                | 8                                 |
| 155                               | Alessandro Pinarello ‏             | لم يكمل السباق-3                  |
| 156                               | Matteo Scalco ‏                    | 57                                |
| 157                               | Alex Tolio ‏                       | 45                                |
| مدير الرياضة:                     |                                   |                                   |

| JCL Team Ukyo ‏ JCL         | JCL Team Ukyo ‏ JCL                | JCL Team Ukyo ‏ JCL |
| -------------------------- | --------------------------------- | ------------------ |
| م                          | عداء                              | مرتبة              |
| 161                        | Nariyuki Masuda ‏                  | لم يكمل السباق-3   |
| 162                        | جيوفاني كاربوني                   | 38                 |
| 163                        | Manabu Ishibashi ‏                 | 92                 |
| 164                        | Yūma Koishi ‏                      | لم يكمل السباق-4   |
| 165                        | Atsushi Oka ‏                      | لم يكمل السباق-3   |
| 166                        | توماس بسنتي ‏                      | 39                 |
| 167                        | Masaki Yamamoto (cyclist) ‏ (طريق) | لم يكمل السباق-5   |
| مدير الرياضة: مانويل بوارو |                                   |                    |

| فريق النمسا لركوب الدراجات للرجال‏ AUT | فريق النمسا لركوب الدراجات للرجال‏ AUT | فريق النمسا لركوب الدراجات للرجال‏ AUT |
| ------------------------------------- | ------------------------------------- | ------------------------------------- |
| م                                     | عداء                                  | مرتبة                                 |
| 171                                   | هيرمان بيرنشتاينر                     | 36                                    |
| 172                                   | AUT                                   | 50                                    |
| 173                                   | Marco Schrettl ‏                       | 69                                    |
| 174                                   | Sebastian Schönberger ‏                | 54                                    |
| 175                                   | لوكاس بوستلبيرغر                      | 91                                    |
| 176                                   | Sebastian Putz ‏                       | لم يكمل السباق-3                      |
| 177                                   | Benjamin Eckerstorfer‏                 | 84                                    |

## التصنيف العام النهائي
| التصنيف العام         | التصنيف العام           | التصنيف العام                 | التصنيف العام  | التصنيف العام |
| العداء                | العداء                  | الفريق                        | الوقت          |               |
| --------------------- | ----------------------- | ----------------------------- | -------------- | ------------- |
| 1                     | Juan Pedro López        | Lidl-Trek                     | 18 س 20 د 43 ث |               |
| 2                     | بين أوكونور             | Decathlon-AG2R La Mondiale    | + 38 ث         |               |
| 3                     | Antonio Tiberi ‏         | Bahrain Victorious            | + 42 ث         |               |
| 4                     | Valentin Paret-Peintre ‏ | Decathlon-AG2R La Mondiale    | + 44 ث         |               |
| 5                     | رومان بارديه            | Team dsm-firmenich PostNL     | + 48 ث         |               |
| 6                     | ووت بويلس               | Bahrain Victorious            | + 48 ث         |               |
| 7                     | مايكل ستورر             | سويس ريسينغ أكادمي ‏           | + 1 د 40 ث     |               |
| 8                     | Giulio Pellizzari ‏      | VF Group-Bardiani CSF-Faizanè | + 1 د 54 ث     |               |
| 9                     | إيفان سوسا              | Movistar Team                 | + 2 د 55 ث     |               |
| 10                    | Davide Piganzoli ‏       | إيولو كوميت ‏                  | + 2 د 58 ث     |               |
|                       |                         |                               |                |               |
| مصدر: ProCyclingStats |                         |                               |                |               |

### تصنيف النقاط
| تصنيف النقاط          | تصنيف النقاط            | تصنيف النقاط               | تصنيف النقاط | تصنيف النقاط |
| العداء                | العداء                  | الفريق                     | النقاط       |              |
| --------------------- | ----------------------- | -------------------------- | ------------ | ------------ |
| 1                     | توبياس فوس              | Ineos Grenadiers           | 57 نقطة      |              |
| 2                     | Antonio Tiberi ‏         | Bahrain Victorious         | 42 نقطة      |              |
| 3                     | Juan Pedro López        | Lidl-Trek                  | 36 نقطة      |              |
| 4                     | سيمون كار               | EF Education-EasyPost      | 35 نقطة      |              |
| 5                     | Aurélien Paret-Peintre ‏ | Decathlon-AG2R La Mondiale | 31 نقطة      |              |
| 6                     | أليساندرو دي مارشي      | Team Jayco AlUla           | 31 نقطة      |              |
| 7                     | Mattia Bais ‏            | إيولو كوميت ‏               | 30 نقطة      |              |
| 8                     | بين أوكونور             | Decathlon-AG2R La Mondiale | 27 نقطة      |              |
| 9                     | فيليبو غانا             | Ineos Grenadiers           | 26 نقطة      |              |
| 10                    | Simon Pellaud ‏          | سويس ريسينغ أكادمي ‏        | 26 نقطة      |              |
|                       |                         |                            |              |              |
| مصدر: ProCyclingStats |                         |                            |              |              |

### تصنيف الجبال
| تصنيف الجبال          | تصنيف الجبال            | تصنيف الجبال                  | تصنيف الجبال | تصنيف الجبال |
| العداء                | العداء                  | الفريق                        | النقاط       |              |
| --------------------- | ----------------------- | ----------------------------- | ------------ | ------------ |
| 1                     | سيمون كار               | EF Education-EasyPost         | 24 نقطة      |              |
| 2                     | ووت بويلس               | Bahrain Victorious            | 20 نقطة      |              |
| 3                     | Juan Pedro López        | Lidl-Trek                     | 14 نقطة      |              |
| 4                     | هيو كارثي               | EF Education-EasyPost         | 10 نقطة      |              |
| 5                     | Giulio Pellizzari ‏      | VF Group-Bardiani CSF-Faizanè | 10 نقطة      |              |
| 6                     | Mattia Bais ‏            | إيولو كوميت ‏                  | 9 نقطة       |              |
| 7                     | جيرانت توماس            | Ineos Grenadiers              | 8 نقطة       |              |
| 8                     | سيرجيو هيغويتا          | Bora-Hansgrohe                | 8 نقطة       |              |
| 9                     | Aurélien Paret-Peintre ‏ | Decathlon-AG2R La Mondiale    | 8 نقطة       |              |
| 10                    | Luca Covili ‏            | VF Group-Bardiani CSF-Faizanè | 8 نقطة       |              |
|                       |                         |                               |              |              |
| مصدر: ProCyclingStats |                         |                               |              |              |

## تصنيف الفرق

### الفرق حسب الوقت
| تصنيف الفرق حسب الوقت | تصنيف الفرق حسب الوقت      | تصنيف الفرق حسب الوقت | تصنيف الفرق حسب الوقت |
| الفريق                | الفريق                     | الوقت                 |                       |
| --------------------- | -------------------------- | --------------------- | --------------------- |
| 1                     | Bahrain Victorious         | 55 س 13 د 25 ث        |                       |
| 2                     | Decathlon-AG2R La Mondiale | + 5 د 55 ث            |                       |
| 3                     | Movistar Team              | + 21 د 37 ث           |                       |
| 4                     | Ineos Grenadiers           | + 26 د 21 ث           |                       |
| 5                     | Lidl-Trek                  | + 26 د 51 ث           |                       |
| 6                     | سويس ريسينغ أكادمي 2024 ‏   | + 28 د 45 ث           |                       |
| 7                     | أوسكالتيل أوسكادي 2024 ‏    | + 33 د 50 ث           |                       |
| 8                     | Team dsm-firmenich PostNL  | + 34 د 45 ث           |                       |
| 9                     | EF Education-EasyPost      | + 34 د 49 ث           |                       |
| 10                    | Equipo Kern Pharma ‏        | + 37 د 45 ث           |                       |
|                       |                            |                       |                       |
| مصدر: ProCyclingStats |                            |                       |                       |

## تصانيف فرعية

### تصنيف أفضل شاب
| تصنيف أفضل شاب        | تصنيف أفضل شاب             | تصنيف أفضل شاب                | تصنيف أفضل شاب | تصنيف أفضل شاب |
| العداء                | العداء                     | الفريق                        | الوقت          |                |
| --------------------- | -------------------------- | ----------------------------- | -------------- | -------------- |
| 1                     | Antonio Tiberi ‏            | Bahrain Victorious            | 18 س 21 د 25 ث |                |
| 2                     | Valentin Paret-Peintre ‏    | Decathlon-AG2R La Mondiale    | + 2 ث          |                |
| 3                     | Giulio Pellizzari ‏         | VF Group-Bardiani CSF-Faizanè | + 1 د 12 ث     |                |
| 4                     | Davide Piganzoli ‏          | إيولو كوميت ‏                  | + 2 د 16 ث     |                |
| 5                     | Mathys Rondel ‏             | سويس ريسينغ أكادمي 2024 ‏      | + 3 د 35 ث     |                |
| 6                     | Jorge Gutiérrez (cyclist) ‏ | Equipo Kern Pharma ‏           | + 13 د 19 ث    |                |
| 7                     | Nicolás Alustiza ‏          | أوسكالتيل أوسكادي ‏            | + 37 د 47 ث    |                |
| 8                     | Robbe Dhondt ‏              | Team dsm-firmenich PostNL     | + 46 د 11 ث    |                |
| 9                     | Nils Aebersold ‏            | Lidl-Trek                     | + 46 د 59 ث    |                |
| 10                    | Killian Verschuren ‏        | Decathlon-AG2R La Mondiale    | + 48 د 48 ث    |                |
|                       |                            |                               |                |                |
| مصدر: ProCyclingStats |                            |                               |                |                |

## وصلات خارجية
- الموقع الرسمي
- لمحة عن سباق جيرو ديل ترينتينو 2024 على موقع  ProCyclingStats   (برو  سايكلنج  ستاتس) - إحصاءات  محترفي  الدراجات.
- جيرو ديل ترينتينو 2024 على موقع إحصائيات الدراجات الإحترافية (الإنجليزية)